# Стритбол

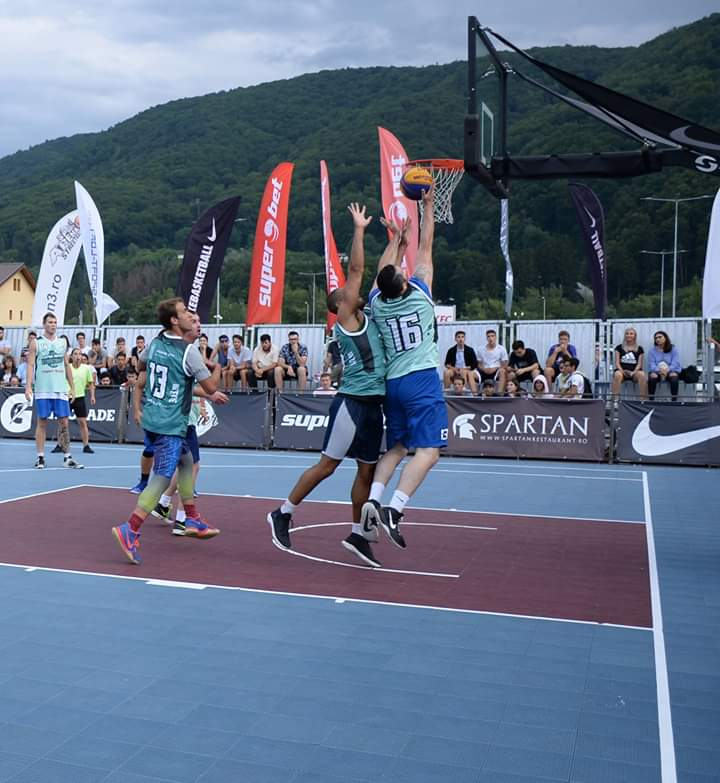
Стритбол

Стритбо́л (англ. Streetball) — вид баскетбола, появившийся в США в 1950-х годах в бедных городских кварталах. От обычного баскетбола отличается количеством игроков — их 3, и зоной игры — половиной баскетбольного игрового поля c единственным кольцом.

## Стритбольная площадка
Каждый корт должен удовлетворять следующим требованиям:
1. Иметь ровную плоскую поверхность, покрытую асфальтом или другим материалом, пригодным для игры.
2. Иметь разметку, нанесенную белой краской в соответствии со схемой.

## Правила
Классические правила 3×3 Ассоциации уличного баскетбола (2016)
RU / EN Правила «Стритбаскет-Россия» действуют на массовых турнирах под эгидой ассоциации.
Игры проводятся по официальным правилам баскетбола 3×3 и ФИБА для мужчин и женщин, идентичные правилам баскетбола ФИБА со следующими исключениями и комментариями

### Площадка
1.1. Площадка представляет собой половину обычной площадки для баскетбола с одной корзиной.
1.2. Места для борьбы за подбор при штрафном броске обозначены линиями длиной 85 см и шириной 5 см и расположены так же, как на обычной площадке для баскетбола.
1.3. Полукруга для выполнения штрафных бросков нет.
1.4. Линия для выполнения штрафных бросков расположена на том же расстоянии от точки — проекции центра кольца на площадку, что и на обычной баскетбольной площадке, и имеет длину 1 метр.

### Судьи
2.1. Игру может обслуживать до трех судей.
2.2. Судьи осуществляют полный контроль над игрой. Основные обязанности судей: проведение процедуры жеребьевки в ситуации «начало игры», назначение тайм-аутов (длительностью в 30 секунд); определение команды, имеющей право на владение мячом, в ситуациях, когда это требуется; ведение счета игры; отсчет игрового времени; определение ситуации «спорный мяч»; фиксирование всех нарушений (пробежка, неправильное ведение, аут и т. д.), а также всех фолов.

### Команды
3.1. Играют 2 команды. Состав команды — 3 или 4 человека. В заявке команды на турнир может быть от 3 до 6 игроков.
3.2. В начале игры на площадке должны быть 3 человека от команды.
3.3. Капитаном команды может быть любой из её участников.
3.4. Одновременно на площадке не может быть меньше 2 и больше 3 игроков одной команды.
3.5. Если во время игры в команде осталось меньше 2 игроков, этой команде засчитывается поражение «из-за нехватки игроков» (0:w).
3.6. Если по истечении 2 минут с момента времени начала игры (по расписанию) в команде нет 3 игроков (неявка), этой команде засчитывается поражение «лишением права» (0:w).

### Игровые положения
4.1. Начисление очков 

Мяч, заброшенный с игры из зоны дальних бросков (эта зона соответствует трехочковой зоне в баскетболе), оценивается 2 очками. Любой другой мяч, заброшенный с игры, оценивается 1 очком. Результативный штрафной бросок оценивается 1 очком. За точный бросок, совершенный командой, определенной жребием, после окончания дополнительного периода в соответствии с п. 4.4, начисляется 1 очко. За неточный бросок, совершенный командой, определенной жребием, после окончания дополнительного периода в соответствии с п. 4.4, 1 очко начисляется команде-сопернице.
4.2. Игровое время

Основное время игры длится 10 минут чистого времени. Дополнительный период длится до 2 набранных в нём очков одной из команд. Для конкретного турнира организаторами может быть определено специальное игровое время и прочие временные условия. В частности, по договорённости с телевидением (при проведении прямых трансляций) могут быть введены технические тайм-ауты в первые моменты мёртвого мяча после того, как пройдёт 3:59 и 6:59 игрового времени.
4.3. Начало игры

Перед началом игры судья проводит жребий подбрасыванием монеты, по итогам которого выигравшая команда определяет, начнёт ли она основное время или возможный овертайм (дополнительный период).
4.4. Определение победителя

Победителем объявляется команда:

— которая в основное время игры набирает 21 очко (для турниров с меньшим игровым временем матча этот лимит меньше);

— в активе которой больше очков в момент, когда истекает основное время игры;

— которая первая набирает 2 очка в дополнительном периоде (дополнительный период назначается в случае, если по истечении основного времени игры счет равный).
4.5. Право на атаку

Команда приобретает право на атаку, когда она контролирует мяч в зоне дальних бросков или получает право на штрафной бросок. Команда теряет право на атаку, когда команда-соперница приобретает право на атаку. Если команда забрасывает мяч, когда право на атаку имеет команда-соперница, происходит нарушение: мяч не засчитывается, право на владение мячом получает команда-соперница.
4.6. Право на владение мячом

После того как одна команда совершила фол или нарушение или правильно забросила мяч с игры или последний штрафной бросок (за исключением случаев, когда это штрафной бросок, назначенный за неспортивный, технический или дисквалифицирующий фол), команда-соперница получает право на владение мячом в малом полукруге под кольцом, после чего должна вывести мяч в зону дальних бросков ведением или передачей без препятствий соперника. После штрафных бросков, назначенных за неспортивный, технический или дисквалифицирующий фол, независимо от того, удачен последний бросок или нет, та же команда, которая выполняла штрафные броски, получает право на владение мячом в зоне дальних бросков.
4.7. «Чек» 

Любой игрок команды, получившей право на владение мячом в ситуации мёртвого мяча, должен вывести его в зону дальних бросков и предоставить ближайшему игроку команды-соперницы для «чека» («проверки»). При этом все игроки защищающейся команды должны находиться вне пределов зоны дальних бросков (внутри линии дальних бросков). Получив мяч обратно в зоне дальних бросков и установив над ним контроль (в этот момент — по установлении контроля — включаются игровые часы; в этот момент игроки обороняющейся команды получают право выходить в зону дальних бросков), игрок нападения может совершать любые игровые действия, включая атаку корзины. В случае немедленного выбивания защитником мяча при «чеке» до установления нападающим контроля над мячом: время не запускается, «чек» выполняется заново.
4.8. Ситуации спорного броска

Правило поочередного владения («по стрелке») не действует. При возникновении ситуации спорного броска право на владение в зоне дальних бросков получает защищающаяся команда.
4.9. Замены

Замены разрешены обеим командам в любой момент, когда мяч мертвый. Просьбу о замене капитан команды высказывает судье.
4.10. Тайм-ауты

Каждая команда имеет право на один 30-секундный тайм-аут в течение основного времени игры и один 30-секундный тайм-аут в течение дополнительного периода. Возможность для тайм-аута появляется тогда же, когда возможность для замены. Тайм-аут у судьи запрашивает любой игрок команды. Также, по договорённости с телевидением организаторов турнира, допускаются до 2 технических тайм-аута длительностью 30 секунд каждый при первой же ситуации мёртвого мяча после того, как игровые часы покажут 3:59 и 6:59.

### Нарушения и фолы
5.1. Правило 12 секунд 

Время на атаку ограничено 12 секундами; все прочие детали этого правила полностью соответствуют статье «24 секунды» официальных правил баскетбола. (На турнирах, к которым затруднительно привлечь достаточное число операторов 12 секунд, возможно использование правила: время на атаку не ограничено, если предпринимаются активные атакующие действия командой, имеющей право на атаку.)
Правило 5 секунд
Атакующий игрок не может вести мяч в пределах большого полукруга, находясь боком или спиной к кольцу, более 5 секунд. При нарушении этого правила право владения передаётся защищающейся команде.
Также, если нет таймера обратного отсчёта времени атаки, судья имеет право начать обратный отсчёт 5 секунд до конца атаки.
5.2. Штрафные броски 

Наказание за фол зависит от статуса фола:

— за фол на игроке в процессе дальнего броска (бросок неточен) — 2 штрафных броска; 

— за фол на игроке в процессе 1-очкового броска (бросок неточен) — 1 штрафной бросок; 

— за фол на игроке в процессе любого броска с игры (бросок точен) — засчитывание попадания + 1 штрафной бросок;
— за технический фол — 1 штрафной бросок и дальнейшее владение в зоне дальних бросков через процедуру «чека»;

— если упомянутый в пунктах выше фол произошел вследствие персонального контакта, штрафные броски выполняет игрок, на котором совершен фол; в противном случае штрафные броски выполняет любой игрок команды-соперницы;

— если фол неспортивный или дисквалифицирующий, пробиваются 2 штрафных броска, а после выполнения последнего штрафного броска команда, которая выполняла штрафные броски, получает право на владение мячом в зоне дальних бросков через процедуру «чека»; 

— если фол не неспортивный, не технический и не дисквалифицирующий, после исполнения последнего штрафного броска игроки борются за подбор. При этом в случае, если игрок нарушившей команды заступит в прямоугольник до броска и бросок будет неточен, штрафной бросок исполняется заново. Если игрок пробивающей команды заступит в прямоугольник до броска и бросок будет точен, штрафной бросок не засчитывается и исполняется заново;
— в случае, когда не назначен ни один из вышеуказанных фолов, командные фолы с 1-го по 6-й (набранные игроками одной команды, исключая неспортивные и дисквалифицирующие) не пробиваются, а разыграются пострадавшей командой через «чек»; с 7-го по 9-й командные фолы наказываются 2 штрафными бросками, после последнего из которых мяч входит в игру; начиная с 10-го командного наказание приравнивается к таковому для неспортивного фола.
5.3. Игрок, выполняющий штрафной бросок 

Игрок, выполняющий штрафной бросок, должен расположить обе ноги в непосредственной близости от линии штрафного броска и так, чтобы эта линия находилась между ним и корзиной. После того как зафиксирован фол, ему отводится 5 секунд на выполнение первого штрафного броска (за эти 5 секунд остальные игроки должны занять правильные позиции для подбора) и 5 секунд на выполнение второго штрафного броска, если назначено 2 броска.
5.4. Лимит персональных фолов отсутствует 

Количество персональных фолов (не неспортивных, не технических и не дисквалифицирующих), которыми может быть наказан игрок, не потеряв права играть, не ограничено.
5.5. Неспортивный фол 

Фол классифицируется как неспортивный, если выполняется хотя бы одно из следующих условий:
— преднамеренный фол совершен на игроке, который в момент фола не контролировал мяч, но его команда контролировала мяч;
— преднамеренный фол совершен на игроке, контролировавшем мяч, без видимой попытки фолящего сыграть в мяч;
— запасной игрок вступил в игру с нарушением правил замены;
— любой игрок команды проявил неспортивное поведение по отношению к сопернику или судьям.
5.6. Дисквалификация игрока 

Игрок, совершивший в одной игре 2 неспортивных фола или 1 дисквалифицирующий фол, дисквалифицируется до конца игры. В случае драки каждый игрок, принявший участие в драке, дисквалифицируется до конца игры плюс на срок, определенный совместным решением судей, обслуживающих игру, и главного судьи турнира.
5.7. Дисквалификация команды 

Команда, два игрока которой были дисквалифицированы в течение турнира, дисквалифицируется до конца турнира.

### Дополнение
6.1. При появлении видимой травмы у игрока судья обязан моментально прервать игру. Как можно скорее должна последовать замена (при наличии запасного игрока). Однако если по обнаружении травмы одна из команд берет 30-секундный тайм-аут и за время тайм-аута кровотечение остановлено, игрок может продолжить игру.
6.2. Игрок какой-либо из команд вправе отдать пас не только с рук, но и пяткой.

## Стритбол как олимпийский вид спорта
Руководство ФИБА предложила включить баскетбол 3×3 в программу летних Олимпийских игр 2016 года, так как на юношеской Олимпиаде в 2010 году в Сингапуре соревнования по стритболу были проведены успешно.
9 июня 2017 года ФИБА включила баскетбол 3×3 в программу летних Олимпийских игр 2020 года. На турнире были представлены 8 мужских и 8 женских команд с заявкой 4 человека, разыграны 2 комплекта наград (мужской и женский). Однако более привычное название «стритбол» в рамках соревнований не применялось.